# 拉巴斯蒂德 (东比利牛斯省)
拉巴斯蒂德（法語：La Bastide，法語發音：[la bastid] ⓘ）是法国东比利牛斯省的一个市镇，属于塞雷区。

## 地理
拉巴斯蒂德（42°32'49"N, 2°35'20"E）面积15.63 平方千米，位于法国奧克西塔尼大區东比利牛斯省，该省份为法国大陆部分最南部的省份，涵盖了北加泰罗尼亚，北起奥德省，西接阿列日省和安道尔，南与西班牙接壤，东临地中海。
与拉巴斯蒂德接壤的市镇（或旧市镇、城区）包括：布勒达蒙、普吕内和贝尔皮奇、圣马萨尔、科尔萨维、瓦尔马尼亚、巴耶斯塔维、格洛里亚讷。
拉巴斯蒂德的时区为UTC+01:00、UTC+02:00（夏令时）。

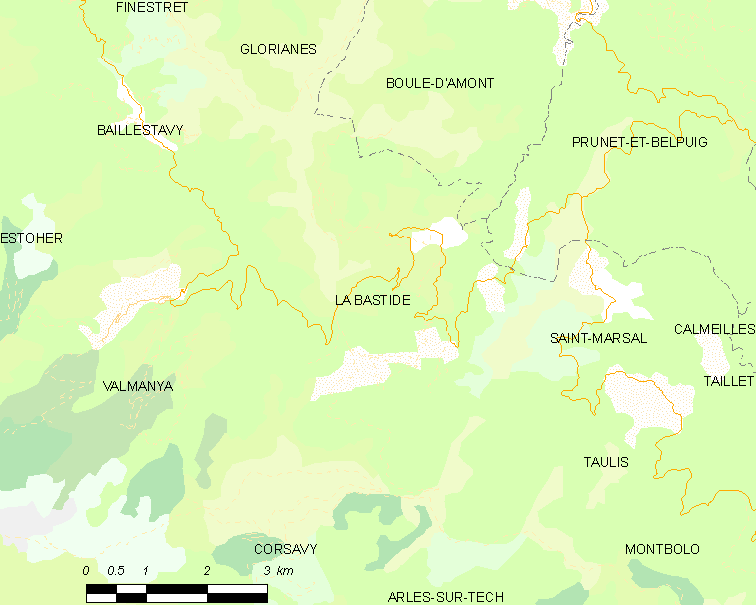
拉巴斯蒂德的OSM定位图

## 行政
拉巴斯蒂德的邮政编码为66110，INSEE市镇编码为66018。

## 政治
拉巴斯蒂德所属的省级选区为勒卡尼古县。

## 人口

1962-2008年间拉巴斯蒂德人口变化图示

拉巴斯蒂德于2022年1月1日时的人口数量为62人。